# اینورلی، ویکتوریا
اینورلی (به انگلیسی: Inverleigh) یک شهرک در استرالیا است که در ویکتوریا (استرالیا) واقع شده‌است.